# Electro Ghetto
Electro Ghetto – drugi studyjny album niemieckiego rapera Bushido. Gościnnie na albumie występują Azad, Sentino, Cassandra Steen, Bass Sultan Hengzt czy Baba Saad. Krążek sprzedał się w ponad 100.000 egzemplarzy w Niemczech i został zatwierdzony jako złoto. Album promowały dwa single "Nie wieder" i "Hoffnung sitrbt zuletzt".

## Lista utworów
1. Intro
2. Electro Ghetto
3. Kopf Hoch
4. KORS Is One (Skit)
5. Ersguterjunge ft. Saad
6. Schmetterling
7. Typisch Ich
8. Ewige Nacht ft. Azad, Chaker, Bossbitch Berlin
9. Teufelskreis ft. Sentino
10. Gangbang ft. Saad, Bass Sultan Hengzt
11. Deutschland Gib Mir Ein Mic ft. Sentino
12. Gemein Wie 100 ft. King Ali
13. Knast Oder Ruhm
14. Kors ft. Se Left Crowd (Skit)
15. Wenn Wir Kommen ft. Saad
16. Feuersturm ft. Azad, Bossbitch Berlin
17. Hoffnung Stirbt Zuletzt ft. Cassandra Steen
18. Watch Me Now (Skit)
19. Ihr Wartet Drauf
20. Electro Ghetto (Skit)
21. Nie Wieder
22. Outro